# سیالس، پورتوریکو
سیالس (به انگلیسی: Ciales) یک منطقهٔ مسکونی در ایالات متحده آمریکا است که در پورتوریکو واقع شده‌است.
 سیالس ۱۷۲٫۱۷ کیلومتر مربع مساحت و ۱۸٬۷۸۲ نفر جمعیت دارد.